# شامل کامل
شامل کامل (انگلیسی: Shamil Kamil؛ زادهٔ ۱ ژوئیهٔ ۱۹۴۷) بازیکن فوتبال اهل عراق بود.
وی همچنین در تیم ملی فوتبال عراق بازی کرده‌است.